# Cordulegaster jinensis
Cordulegaster jinensis là loài chuồn chuồn trong họ Cordulegastridae. Loài này được Zhu & Han miêu tả khoa học đầu tiên năm 1992.